# Hjarðarfell
Hjarðarfell är ett berg i republiken Island. Det ligger i regionen Västfjordarna, 130 km norr om huvudstaden Reykjavík. Toppen på Hjarðarfell är 425 meter över havet, eller 108 meter över den omgivande terrängen. Bredden vid basen är 4,8 km.
Trakten runt Hjarðarfell är nära nog obefolkad, med mindre än två invånare per kvadratkilometer. Det finns inga samhällen i närheten. Trakten runt Hjarðarfell består i huvudsak av gräsmarker.